# Carpendale
Carpendale és una població dels Estats Units a l'estat de Virgínia de l'Oest. Segons el cens del 2000 tenia 954 habitants.

## Demografia
Segons el cens del 2000, Carpendale tenia 954 habitants, 383 habitatges, i 284 famílies. La densitat de població era de 279 habitants per km².
Dels 383 habitatges en un 29% hi vivien nens de menys de 18 anys, en un 62,1% hi vivien parelles casades, en un 8,6% dones solteres, i en un 25,6% no eren unitats familiars. En el 21,9% dels habitatges hi vivien persones soles el 10,4% de les quals corresponia a persones de 65 anys o més que vivien soles. El nombre mitjà de persones vivint en cada habitatge era de 2,49 i el nombre mitjà de persones que vivien en cada família era de 2,89.
Per edats la població es repartia de la següent manera: un 22,1% tenia menys de 18 anys, un 7,9% entre 18 i 24, un 24,9% entre 25 i 44, un 32% de 45 a 60 i un 13,1% 65 anys o més.
L'edat mediana era de 40 anys. Per cada 100 dones de 18 o més anys hi havia 93,5 homes.
La renda mediana per habitatge era de 35.404 $ i la renda mediana per família de 37.235 $. Els homes tenien una renda mediana de 31.250 $ mentre que les dones 20.795 $. La renda per capita de la població era de 15.588 $. Entorn del 3,6% de les famílies i el 7% de la població estaven per davall del llindar de pobresa.

## Poblacions més properes
El següent diagrama mostra les poblacions més properes.